# Риттер, Хуберт
Хуберт Риттер (нем. Hubert Ritter, 17 марта 1886, Нюрнберг — 25 мая 1967, Мюнхен) — немецкий архитектор и теоретик градостроительства, внёсший в 1920-х годах значимый вклад в формирование современного облика Лейпцига.

## Биография
Хуберт Риттер происходил — по отцовской линии — из нюрнбергской семьи художников: дедом ему приходился художник и гравёр Лоренц Риттер (1832—1921), его отцом был Пауль Риттер-младший (1859—1888); по материнской линии его дедом был психиатр Бернхард фон Гудден.
После ранней смерти отца в 1888 года его мать переехала с детьми в Мюнхен, где Хуберт Риттер окончил начальную школу, гуманистическую гимназию имени Вильгельма (нем. Wilhelmsgymnasium) и Баварскую высшую техническую школу (ныне — Мюнхенский технический университет), обучаясь, в том числе, у Фридриха фон Тирша — одного из важнейших представителей историзма. После своего первого дипломного экзамена летом 1909 года он начал работать в архитектурном бюро Тирша во Франкфурте, отвечая за проекты постройки Зала торжеств (нем. Festhalle) и расширения Курхауса (нем. Kurhaus) в Висбадене.
За обязательной практикой в мюнхенской Комиссии по строительству последовал государственный экзамен. Получив аккредитацию, уже в 1910 году Хуберт Риттер смог открыть собственную архитектурную мастерскую, предложив в конце того же года свой первый градостроительный эскиз. После второго государственного экзамена в 1912 году Риттер получил титул правительственного строительного инспектора (нем. Regierungsbaumeister), и работал некоторое время в Верхней Баварии.

### Работа в Кёльне

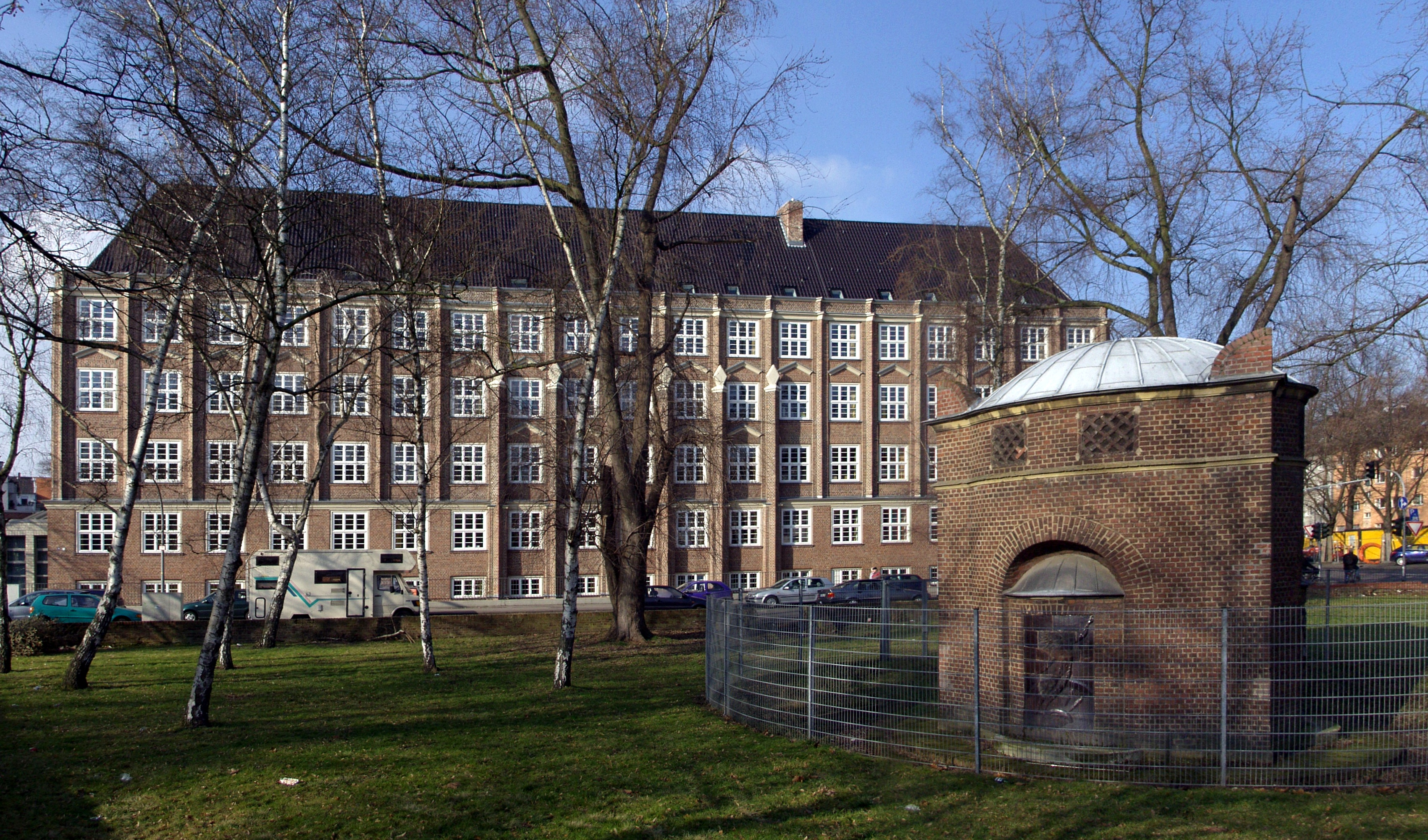
Здание школы в Кёльне

С 1913 по 1924 годы Хуберт Риттер занимал пост городского архитектора (нем. Stadtbaumeister) Кёльна, где одним из его первых проектов стала модернизация построенного в Средние века увеселительного зала нем. Günzenich. В этот период он свёл знакомство с городским финансовым референтом Конрадом Аденауэром, благодаря которому Риттер получил вскоре заказ на перестройку здания Кёльнской ратуши, продлившуюся до 1916 года. За этим в 1920 году ему было поручено новое оформление зала заседаний в так называемом Испанском флигеле ратуши. В 1922—1923 годах последовали возведение нескольких школ и женского дома престарелых.
В январе 1923 года Хуберт Риттер получил пожизненное звание советника по строительству (нем. Baurat), однако его желание защитить диссертацию на тему «Транспортные проблемы Кёльна» натолкнулась на противодействие руководителя ведомства по перспективному развитию города, поддержанное новым обербургомистром Аденауэром. Не найдя понимания, Риттер принял участие в конкурсе на освободившиеся должности городского архитектора в Нюрнберге и в Лейпциге. Поскольку ответ из Лейпцига пришёл первым, Хуберт Риттер принял решение продолжить карьеру в Саксонии, и в ноябре 1924 года заступил на новый пост.

### Работа в Лейпциге
Одной из его первых задач стала разработка детального Генерального плана города. Преследуя цель создания в Лейпциге современной городской инфраструктуры, Хуберт Риттер предложил перейти к высотному строительству, которое должно было удовлетворить запрос растущей Лейпцигской ярмарки на качественные торговые и офисные площади (в том числе так называемый Ringcity-Konzept). С другой стороны, будучи сторонником новой архитектуры, Риттер активно поощрял типовое жилое строительство и благоустройство общественных пространств в новых кварталах города. По его инициативе в марте 1927 года в Лейпциге была организована крупная международная конференция нем. Siedlungswoche, на которой представители Амстердама, Берлина, Вены, Гамбурга, Карлсруэ, Кёльна, Лейпцига, Цюриха и нескольких американских городов обсуждали насущные и везде схожие проблемы современного, прежде всего, жилого строительства. В этот же период Риттер стал членом Государственной комиссии по экономичности строительного дела, заседая вместе с Вальтером Гропиусом в комитете стального строительства.

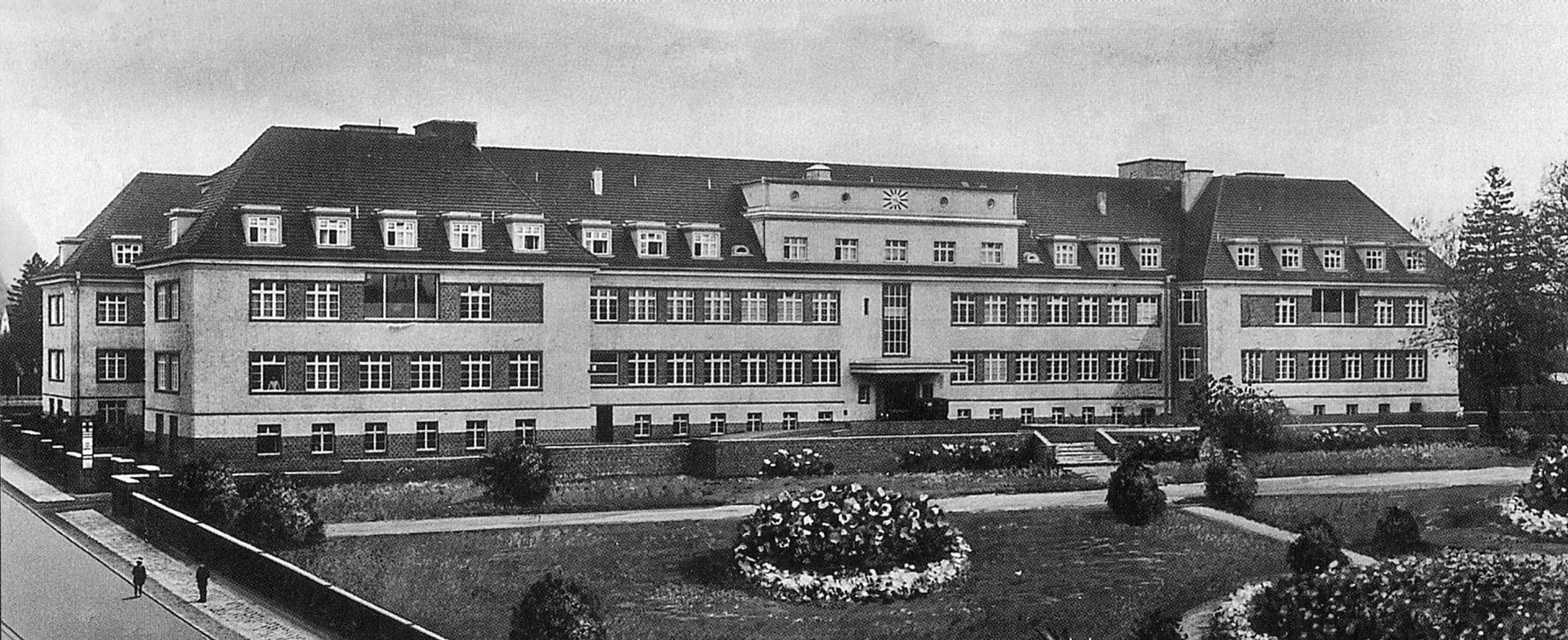
Больница св. Елизаветы (фото 1931 г.)

В конце 1930 года, по окончании шестилетнего контракта Хуберта Риттера в Лейпциге, фракции СДПГ, КПГ и НСДАП в городском совете неожиданно выступили против его переизбрания городским архитектором. Как следствие, Риттеру не оставалось ничего иного, как вновь открыть собственное архитектурное бюро. Его первым крупным заказом стало общее руководство финальной стадией строительства лейпцигской Больницы св. Елизаветы (нем. St.Elisabeth-Krankenhaus) — проект, которым он активно занимался на протяжении нескольких лет.
В 1932 году, обобщая свой опыт, он защитил в Ганноверской высшей технической школе диссертацию на тему «Больничное строительство в Германии и за рубежом. Экономика, организация, техника», получив право называть себя доктором инженерных наук, что, в свою очередь, позволило ему стать консультантом Ассоциации немецких городов (нем. Deutscher Städtetag).
После прихода к власти национал-социалистов беспартийный Риттер — по указанию саксонского гауляйтера Мучмана — остался без возможности получать новые заказы, и, вероятно, лишь благодаря протекции одного из своих друзей в 1940 году ему было поручено составить Генеральный план Кракова. Осенью 1941 года Хуберт Риттер получил пост главного архитектора в Люксембурге с заданием разработать генеральный план города. При этом он выступил против конфискации Великогерцогского дворца немецкими властями.

### Поздние годы
По окончании Второй мировой войны Хуберт Риттер уже в июне 1945 года смог получить от американских властей разрешение на продолжение архитектурной деятельности в связи с острой необходимостью восстановления разрушенной больничной инфраструктуры. Однако послевоенная администрация Лейпцига не проявила к его предложениям никакого интереса. После жёсткой критики его проекта нового гостиничного комплекса вблизи лейпцигского Главного вокзала, в октябре 1952 года Хуберт Риттер был вынужден окончательно покинуть Лейпциг. Переселившись в Мюнхен, он до своей смерти в 1967 году продолжал работать в архитектурном бюро своего сына Ганса Риттера, занимаясь, прежде всего, больничным строительством.

## Архитектурное наследие

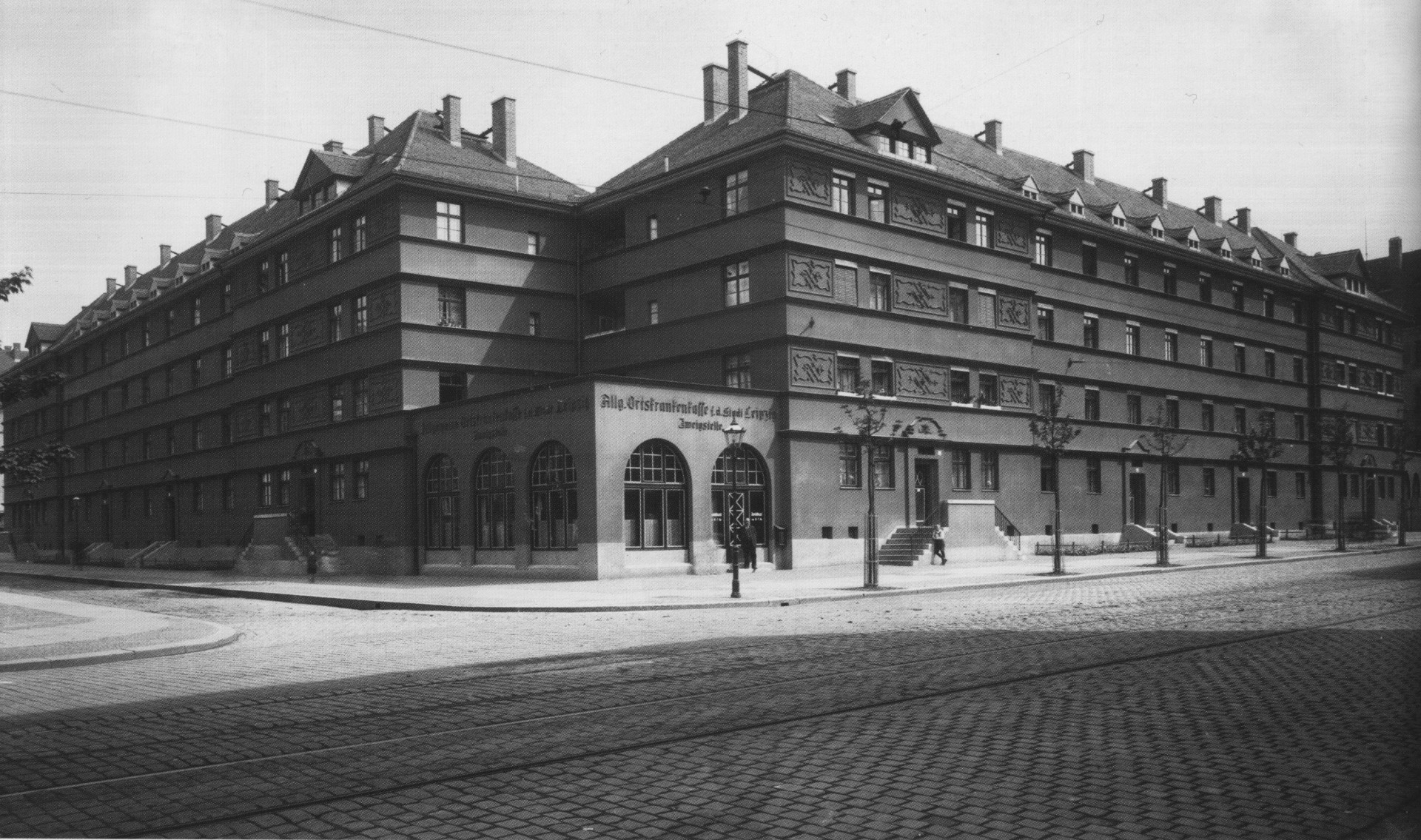
Лейпциг: жилой комплекс на улице Riebeckstraße

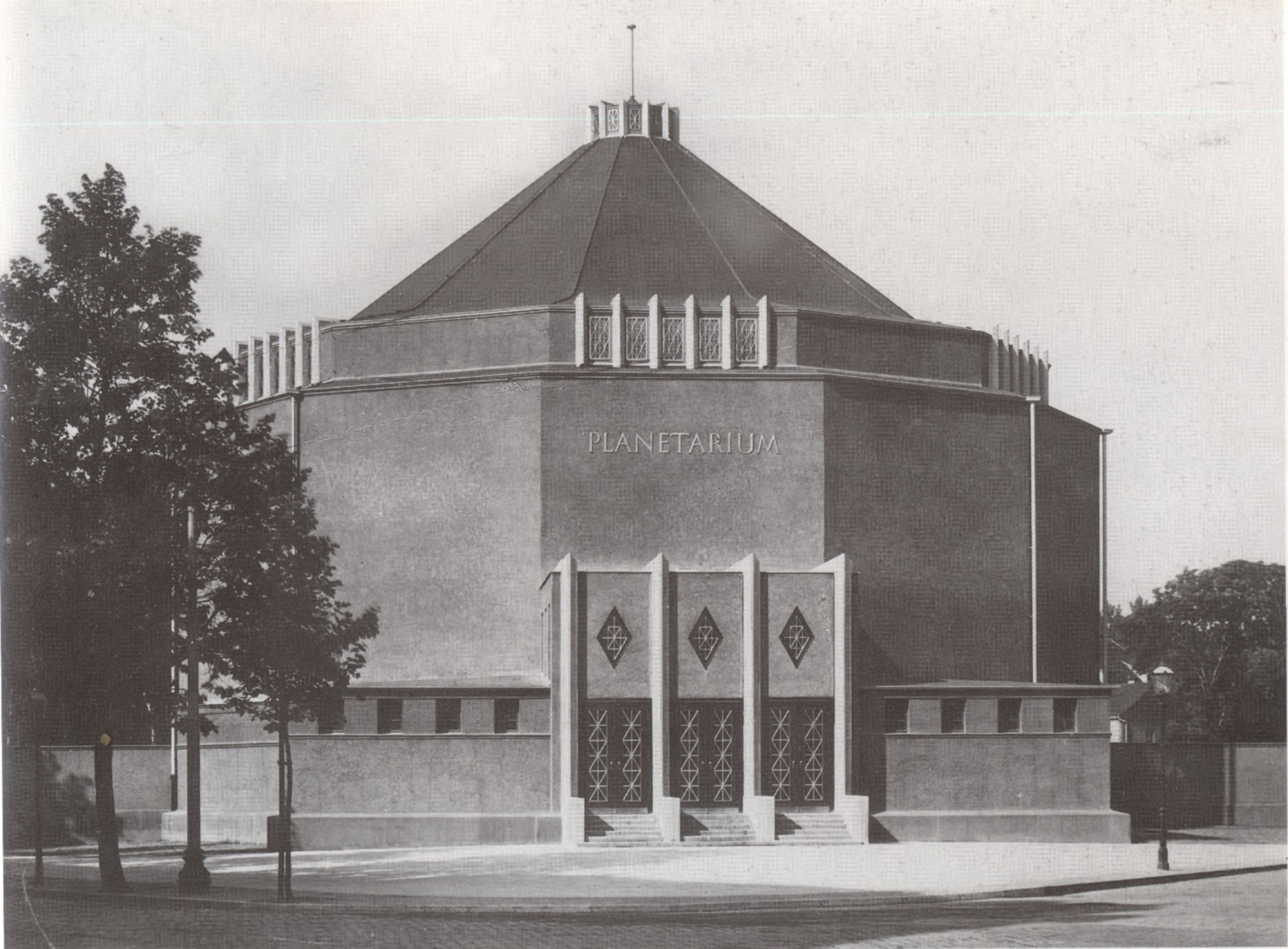
Лейпциг: планетарий

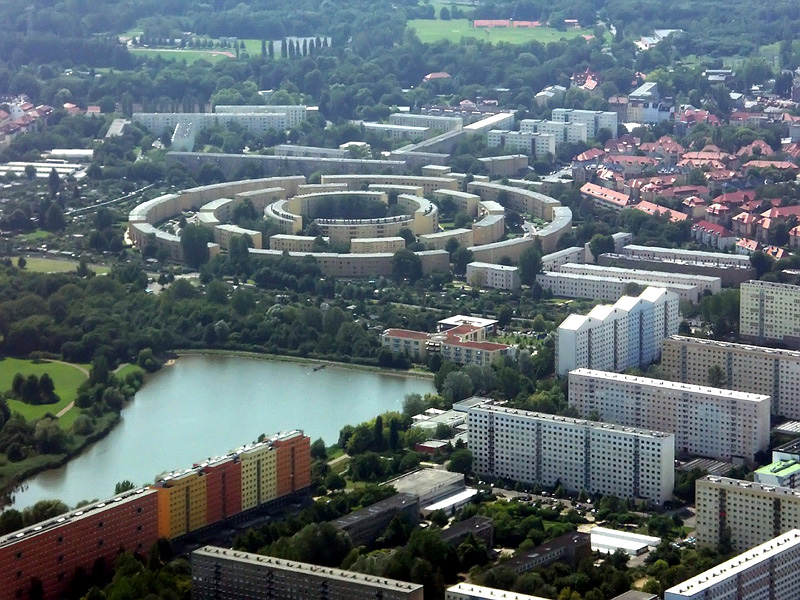
Лейпциг: концентрический жилой комплекс в Лёсниге

Из известных проектов Хуберта Риттера стоит упомянуть:
- в Мюнхене
  - 1910—1911 года: жилые дома на нем. Widenmayerstraße
  - 1912 год: жилой дом на углу нем. Nymphenburger Straße/Lansdhuter Allee
- в Кёльне
  - 1913—1916 год: перестройка здания ратуши
  - 1920 год: зал заседаний в Испанском флигеле ратуши
  - 1922 год: школа на улице нем. Sülzgürtel (ныне — Theodor-Heuss-Realschule)
- в Лейпциге
  - 1925—1929 годы: Музей Грасси (градостроительная концепция и общее руководство), Колонный зал музея
  - 1925 год: здание оптового мясного рынка городской скотобойни (снесено в середине 1990-х годов)
  - 1925—1926 годы: здание планетария (разрушено в 1943 году)
  - 1926 год: жилой комплекс на перекрёстке нем. Mockauer Straße/Friedrichshafner Straße, из-за своей окраски получивший прозвище Роте-Фронт
  - 1927 год: здание Дерматологической клиники Городской больницы св. Иакова на нем. Liebigstraße 19
  - 1927—1929 годы: разработка и возведение школ «лейпцигского типа»
  - 1927—1930 годы: оптовый овощной рынок, прозванный Кольрабициркус (нем. Kohlrabizirkus)
  - 1929 год: перестройка здания Главной пожарной каланчи
  - 1929—1930 годы: концентрический жилой комплекс нем. Rundling в районе Лёсниг (Lößnig)
  - 1930—1931 годы: здание Больницы св. Елизаветы в районе Конневиц (концепция и общий надзор)

## Теоретические работы
- Kölner Bauprobleme. Gürzenich, Heumarkt, Neubau d. Kölner Rathauses, Dom-Umbauung. Köln, Hoursch & Bechstedt, 1924.
- Neue Stadtbaukunst. Leipzig. Berlin, Leipzig, Wien, Friedrich Ernst Hübsch Verlag, 1927.
- Wohnung, Wirtschaft, Gestaltung. Ein Querschnitt durch die Leipziger Siedlungswoche März 1927 und dem anschließenden Lehrgang über das deutsche Siedlungswesen in Stadt und Land. Berlin, F. E. Hübsch, 1928.
- Der Krankenhausbau der Gegenwart im In- und Ausland. Wirtschaft, Organisation und Technik. Stuttgart, J. Hoffmann, 1932.